# Дни ат-Ташрик
Дни ат-Ташрик (араб. أيام التشريق‎) — продолжение праздника жертвоприношения Курбан-байрам, которое отмечается с 11-го по 13-е числа последнего месяца исламского лунного календаря. Сам праздник жертвоприношения отмечается 10-го числа месяца зульхиджа. Данный месяц считается у мусульман благословенным, когда верующие совершают паломничество.
Паломники отправляются к долине Мина, где бросают камни в три столба, как символ побития дьявола. В каждый из столбов — малый джамрат аль-ула, средний джамрат аль-вуста и большой джамрат аль-акаба — бросается по 7 камешков. Там же они проводят ночь первого из дней ат-Ташрик, а утром совершают коллективный намаз, после которого читают такбир (восхваление Аллаха). Далее снова совершается бросание камней, которое продолжается и на третий день ат-Ташрик.